# Masakr v Majdańské Hutě

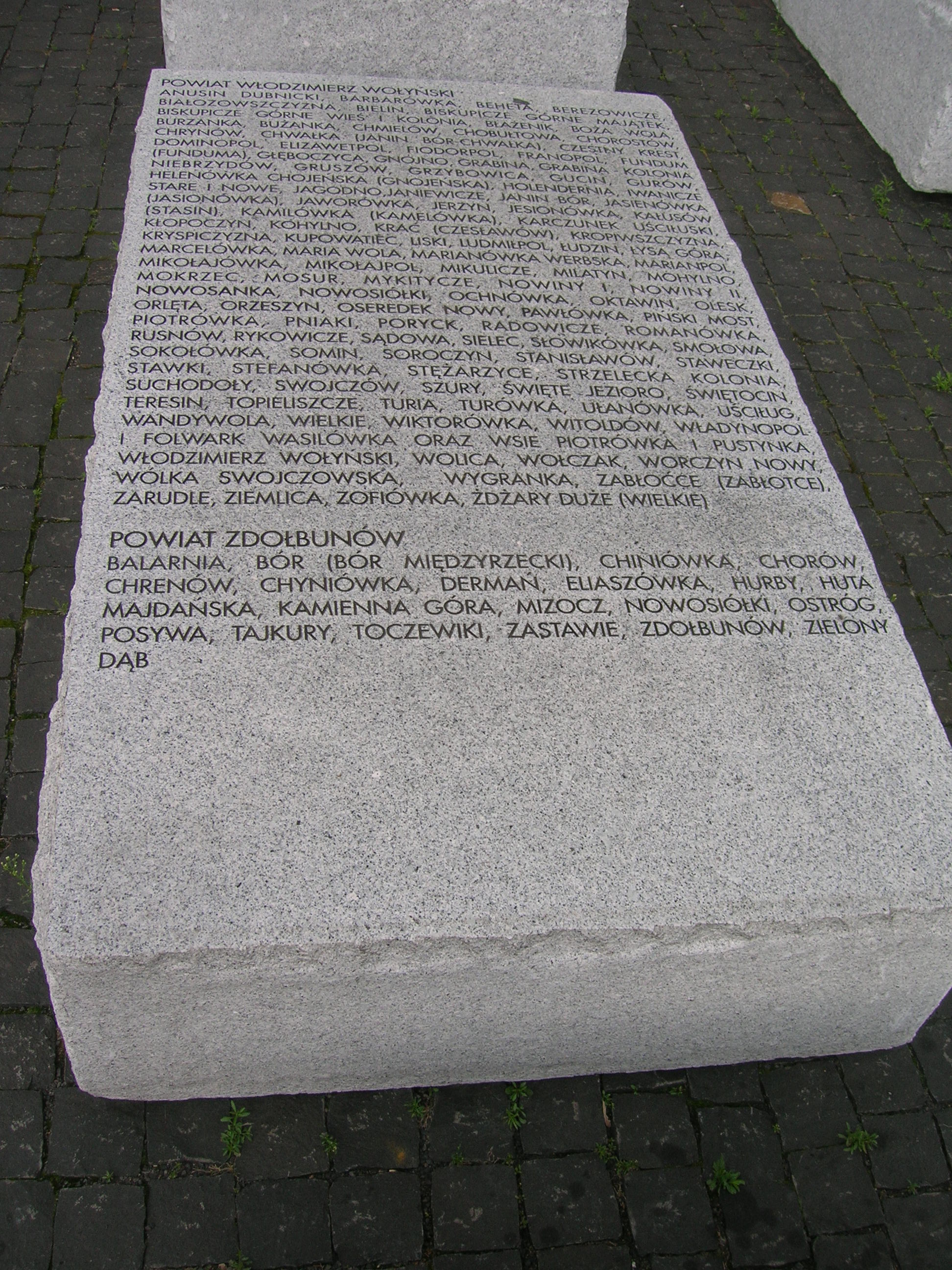
Deska na pomníku obětem zločinu spáchaného UPA na polských občanech.

Masakr v Majdańskiej Hucie je název pro hromadné vraždy spáchané 12. července 1943 partyzány Ukrajinské povstalecké armády (UPA) na obyvatelích obce Majdańska Huta, která se nacházela na Volyni v okrese Zdołbunowskim. Tyto vraždy byly součástí genocidy nazývané Volyňský masakr. Během masakru bylo zavražděno 183 obyvatel polské národnosti a 1 obyvatel ukrajinské národnosti.
Podle zpráv shromážděných Wladyslawem a Ewou Siemaszko, na jaře roku 1943 obyvatelé Majdanski Huta obdrželi od velitelství UPA v Antonowcach bezpečnostní záruky poskytnuté za výhody ve formě dodávek potravin, dřeva, dopravy a pracovní síly při demolici domů opuštěných Poláky. V době masakru členové UPA jmenovali starostou Adolfa Oborského.
Dne 8. července 1943 se obcí procházelo 9 členů UPA kteří udržovali přátelské kontakty, vyvarovali se setkání s Němci a navštívili všechny farmy.
Dne 12. července 1943 členové UPA v dopoledních hodinách ovládli vesnici a pak upálili většinu jejich obyvatel ve stodole. Některé z obětí byly zavražděny v okolí. Přežilo 11 lidí, zejména ti, kteří chyběli v obci během masakru.